# Lesbianisme séparatiste
Le lesbianisme séparatiste est un courant à l'intersection du féminisme séparatiste (en) et du lesbianisme politique qui promeut et fait vivre des communautés autonomes composées exclusivement de lesbiennes. Il vise à la fois à offrir un meilleur mode de vie aux lesbiennes qui le rejoignent, en leur permettant d'échapper à l'hétérosexualité comme système politique, et à l'émergence d'une culture lesbienne autonome, telle que la Women's music.
Prenant souvent la forme de petites communautés rurales, le lesbianisme séparatiste, essentiellement pratiqué par des lesbiennes blanches, a été critiqué par des lesbiennes Noires en raison de son incapacité à adopter une pratique intersectionnelle.

## Buts poursuivis
Pour l'historienne Alice Echols, le séparatisme lesbien, pensé séparément du féminisme séparatiste (en), prend sa source dans un double rapport entre féministes lesbiennes et féministes hétérosexuelles : selon elle, d'une part, il permet aux lesbiennes d'échapper à la lesbophobie des organisations féministes, telles que l'Organisation nationale pour les femmes ; d'autre part, il rend le lesbianisme plus confortable aux yeux des hétérosexuelles, en en évacuant la dimension sexuelle.
La temporalité de ce séparatisme varie suivant les organisations et les projets : pour la militante et écrivaine Elana Dykewomon, il s'agit au contraire d'un choix de mode de vie s'inscrivant dans la durée, tandis que pour Charlotte Bunch, cofondatrice de The Furies Collective, il est avant tout une stratégie temporaire visant un développement personnel ou l'accomplissement de certains objectifs militants spécifiques. Elle souligne aussi que, dans une perspective où l'hétérosexualité est un système de pouvoir, le séparatisme lesbien permet d'échapper à cette domination.
Cette dimension personnelle et sociale est aussi développée dans Lesbian Ethics: Toward New Value, publié en 1988 par la philosophe Sarah Lucia Hoagland (en) : elle y développe l'idée que le lesbianisme séparatiste permet aux lesbiennes de construire une éthique communautaire saine, par la création de communautés basées sur des valeurs partagées. C'est aussi la vision de Lillian Faderman, citant comme valeurs l'intégrité, le soin aux personnes le nécessitant, l'auto-détermination, et l'équité dans le travail.
Bette Tallen cite la création d'une communauté lesbienne solide et autonome, définie par et pour elle-même, comme objectifs du lesbianisme séparatiste. Cet aspect est poussé plus loin par Faderman, pour qui le séparatisme permet non seulement la création et le maintien d'une culture lesbienne, mais aussi sa visibilité, et a fortiori celle du lesbianisme, auprès d'un large public.

## Modalités
Le lesbianisme séparatiste passe souvent par l'achat de terres, typiquement pour l'établissement de Womyn's land. Ces communautés rurales développent généralement une pensée écoféministe et de reconnexion à la nature.
En plus de la séparation envers les hommes dans les sphères professionnelles et personnelles, l'organisation The Furies recommande aussi la mise à distance, pour les lesbiennes séparatistes, d'avec les « femmes qui n'ont pas coupé les liens avec le privilège masculin », c'est-à-dire celles qui bénéficient des privilèges et de la sécurité liés à l'hétérosexualité, puisque la position de ces femmes les amènera à trahir les lesbiennes qui ne bénéficient pas de cette protection.

## Histoire
Aux États-Unis, The Furies en 1971 créent leur communauté, composée de trois enfants et douze femmes, toutes lesbiennes, féministes et blanches, et âgées de 18 à 28 ans. Les autres groupes séparatistes incluent The Gutter Dykes, The Gorgons, et les Radicalesbians (en).
En Italie se crée en 2006 la communauté rurale La Porta, qui développe à la fois une forte pensée écoféministe et des pratiques culturelles avec la création de la maison d'édition lesbienne Lesbacce Incolte et le groupe de musique Tribad.

## Productions culturelles

### Littératures
The Wanderground (en) est une utopie par Sally Miller Gearhart, qui s'inspire de son expérience dans les communautés lesbiennes séparatistes rurales.

### Revues
De nombreux collectifs lesbiens séparatistes, qu'ils soient communautaires ou informels, publient des revues : à Londres, Gossip: A Journal of Lesbian Feminist Ethics, à Wellington, Lesbian Feminist Circle (en), en Australie, Sage: The Separatist Age; à Montréal, Amazones d'Hier, Lesbiennes d'Aujourd'hui et, à Chicago, Killer Dyke,.

### Musique
Le début des années 1970 est l'âge d'or du womyn's music, représenté notamment par les artistes Maxine Feldman et Alix Dobkin et le Michigan Womyn's Music Festival, actif jusqu'en 2015,.

## Critiques

### Blanchité du mouvement
La poétesse lesbienne Noire Jewelle Gomez, dans son essai Out of the Past, souligne à quel point son histoire est indissociable de celle des femmes hétérosexuelles et des hommes noirs, et que beaucoup de femmes racisées ne pourraient pas avoir le choix de se séparer de ces deux groupes qui sont si essentiels à leur survie.
En 1982, les écrivaines Barbara Smith et Beverly Smith (en) publient une conversation sur le black feminism et le féminisme lesbien, dans laquelle elles critiquent le séparatisme lesbien. Elles soulignent que le racisme place les lesbiennes racisées dans une position différente, par rapport aux autres qui partagent leurs oppressions, que celle des lesbiennes et plus généralement des femmes blanches par rapport aux hommes blancs. Cette réalité fait que le séparatisme lesbien, dans les faits très majoritairement blanc, a développé une vision politique isolée, qui ignore l'ensemble des oppressions que les femmes subissent.

### Autres exclusions
De nombreux mouvements lesbiens séparatistes ont été critiqué pour leur exclusion de ce qu'elles jugeaient comme une proximité non-acceptable au patriarcat, c'est-à-dire la bisexualité, les femmes trans, les lesbiennes en relation butch-fem, le travail du sexe et le BDSM.